# Velika sela
Velika sela este o localitate din comuna Črnomelj, Slovenia, cu o populație de 21 de locuitori.